# Hiến pháp Ấn Độ
Hiến pháp Ấn Độ (IAST: Bhāratīya Saṃvidhāna) là luật pháp tối cao của Ấn Độ. Văn bản này đặt nền móng cho những quy tắc, cấu trúc, quy trình, quyền lực và nghĩa vụ chính trị cơ bản của các tổ chức chính phủ và đặt ra những quyền và nghĩa vụ của công dân nước này. Hiến pháp Ấn Độ là bản hiến pháp dài nhất trên thế giới.
Bộ luật mang tính quyền lực tối cao hiến pháp (không phải quyền lực tối cao quốc hội, do nó được soạn bởi hội đồng lập hiến chứ không phải quốc hội) và được sử dụng bởi người dân với một tuyên bố trong lời mở đầu. Quốc hội không thể vô hiệu hiến pháp.

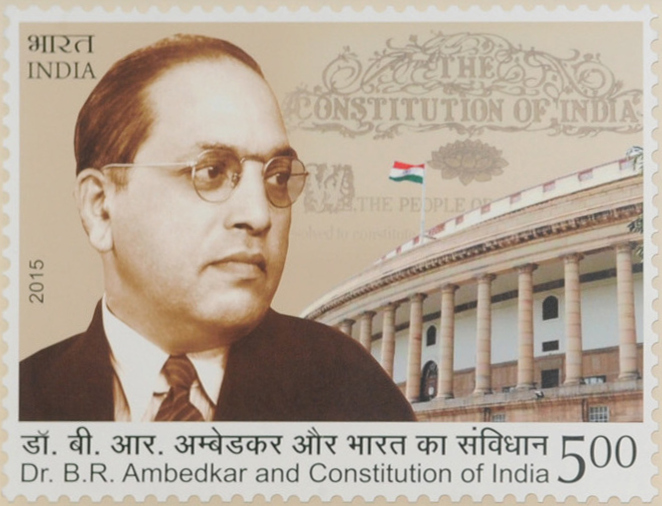
Dr. B. R. Ambedkar và Hiến pháp Ấn Độ trên một con tem bưu điện của Ấn Độ năm 2015

Bản hiến pháp được Hội đồng Lập hiến Ấn Độ thông qua ngày 26 tháng 11 năm 1949 và có hiệu lực từ ngày 26 tháng 1 năm 1950. Bản hiến pháp thay thế cho Đạo luật Chính phủ Ấn Độ 1935 làm văn bản cai trị đất nước, và Lãnh thổ tự trị Ấn Độ trở thành Cộng hòa Ấn Độ. Ấn Độ lấy ngày 26 tháng 1 làm Ngày Cộng hòa.
Hiến pháp tuyên bố Ấn Độ là một nước cộng hòa chủ quyền, xã hội chủ nghĩa, thế tục, và dân chủ, đảm bảo công lý, bình đẳng và tự do cho mọi công dân, và nỗ lực hướng tới sự đoàn kết. Bản hiến pháp gốc năm 1950 được lưu giữ trong một hộp chứa khí heli đặt tại Tòa nhà Quốc hội ở New Delhi. Các từ "thế tục" và "xã hội chủ nghĩa" được thêm vào lời mở đầu của Hiến pháp bởi đạo luật sửa đổi số 42, trong giai đoạn Khẩn cấp năm 1976.

## Bối cảnh

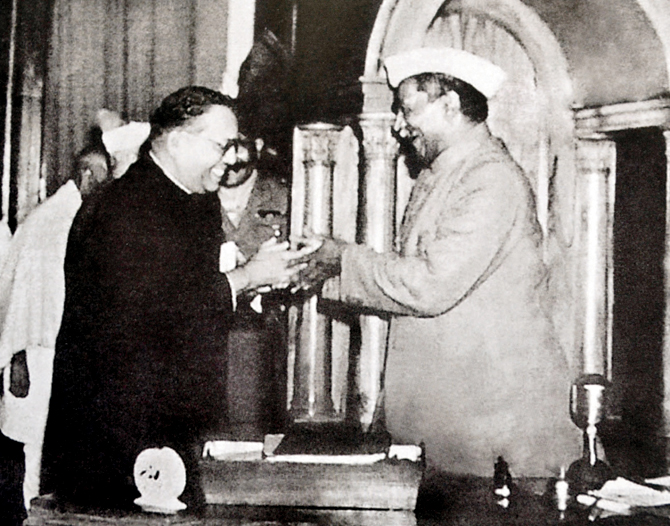
Babasaheb Ambedkar, chủ tịch của hội đồng soạn thảo, trình bày bản dự thảo cuối cùng của hiến pháp Ấn Độ trước chủ tịch Hội đồng Lập hiến Rajendra Prasad, ngày 25 tháng 11 năm 1949

Năm 1928, Hội nghị Các bên tổ chức một ủy ban ở Lucknow để chuẩn bị cho việc soạn thảo hiến pháp Ấn Độ, còn được gọi là Báo cáo Nehru.
Hầu hết thuộc địa Ấn Độ nằm dưới ách cai trị của Anh từ năm 1857 đến năm 1947, khi Ấn Độ được trao trả độc lập. Từ năm 1957 đến 1950, các điều luật cũ tiếp tục có hiệu lực vì Ấn Độ là một lãnh thổ tự trị của Anh trong khoảng thời gian này, do mỗi phiên vương quốc theo lời kêu gọi của Sardar Patel và V. P. Menon đã ký điều khoản hợp nhất với Ấn Độ, và chính phủ Vương quốc Anh tiếp tục chịu trách nhiệm cho an ninh ngoại bang của đất nước. Do vậy, hiến pháp Ấn Độ thay thế Đạo luật Ấn Độ Độc lập 1947 và Đạo luật Chính phủ Ấn Độ 1935 khi nó có hiệu lực ngày 26 tháng 1 năm 1950. Kể từ ngày đó Ấn Độ không còn là lãnh thổ tự trị của Vương miện Anh và trở thành một nước cộng hòa dân chủ độc lập. Điều 5, 6, 7, 8, 9, 60, 324, 366, 367, 379, 380, 388, 391, 392, 393, và 394 của hiến pháp có hiệu lực từ ngày 26 tháng 11 năm 1949, và phần còn lại vào ngày 26 tháng 1 năm 1950.

### Những bộ luật trước đó
Bản hiến pháp lấy cơ sở từ nhiều văn bản trước đó. Những người soạn thảo mượn nhiều ý tưởng của những bộ luật trước như Đạo luật Chính phủ Ấn Độ 1858, Đạo luật Hội đồng Ấn Độ 1861, 1892 và 1909, Đạo luật Chính phủ Ấn Độ 1919 và 1935, và Đạo luật Ấn Độ Độc lập 1947. Đạo luật cuối cùng năm 1947 dẫn đến sự chia tách giữa Ấn Độ và Pakistan, đồng thời chia Hội đồng Lập hiến làm hai. Mỗi hội đồng mới có quyền soạn thảo và ban hành hiến pháp của mỗi nước.

## Hội đồng Lập pháp

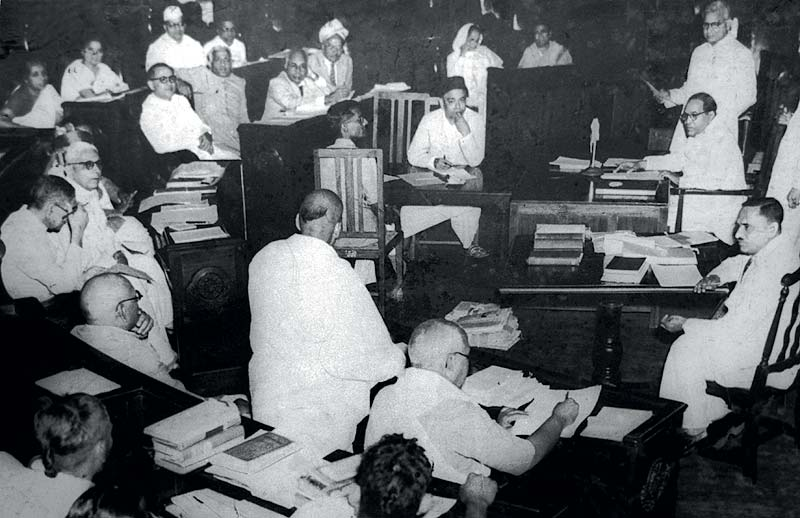
Hội đồng Lập hiến họp năm 1950

Hiến pháp được soạn thảo bởi Hội đồng Lập hiến, được chọn bởi những ứng viên được bầu trong hội đồng cấp tỉnh. Hội đồng với 389 thành viên (giảm còn 299 sau cuộc chia cắt Ấn Độ) mất gần ba năm để soạn thảo hiến pháp, qua mười một phiên họp trong khoảng thời gian dài 165 ngày.
Chuyên gia về hiến pháp B. R. Ambedkar đã nghiên cứu hiến pháp của 60 quốc gia, và được coi là "Cha đẻ của Hiến pháp Ấn Độ". Trong hội đồng lập hiến, một thành viên của ủy ban soạn thảo, T. T. Krishnamachari nói:
"Thưa Ngài Tổng thống, tôi là một trong những người trong Hạ viện đã lắng nghe Tiến sĩ Ambedkar rất cẩn thận. Tôi nhận thức được khối lượng công việc và tâm huyết mà ông ấy đã mang đến cho công việc soạn thảo Hiến pháp này.
Đồng thời, tôi nhận thấy rằng sự chú ý cần thiết cho mục đích soạn thảo hiến pháp rất quan trọng đối với chúng tôi tại thời điểm này đã không được Ban soạn thảo dành cho nó. Có lẽ Hạ viện biết rằng trong số bảy thành viên do Ngài đề cử, một người đã xin từ chức khỏi Hạ viện và được thay thế.
Một người đã qua đời và chỗ của anh ta không được thay thế. Một người đang ở Mỹ và không có ai thay thế vị trí của anh ta và một người khác đang tham gia vào các công việc của Nhà nước, và có một khoảng trống đến mức đó. Một hoặc hai người đang ở xa Dê-li, và có lẽ vì lý do sức khỏe đã không cho phép họ tham dự.
Vì vậy, cuối cùng đã xảy ra rằng gánh nặng soạn thảo hiến pháp này đổ lên vai Tiến sĩ Ambedkar và tôi không nghi ngờ gì rằng chúng tôi biết ơn ông ấy vì đã hoàn thành nhiệm vụ này một cách chắc chắn là đáng khen ngợi."